# Roncus corcyraeus corcyraeus
Roncus corcyraeus corcyraeus es una subespecie de arácnido del orden Pseudoscorpionida de la familia Neobisiidae.

## Distribución geográfica
Se encuentra en Grecia.